# Barnet (Vermont)
Pour les articles homonymes, voir Barnet.
Barnet est une ville du comté de Caledonia, Vermont, États-Unis.
On y est trouve le moulin à eau nommé Thresher Mill.